# Avenue du Docteur-Lannelongue
L'avenue du Docteur-Lannelongue est une voie du 14e arrondissement de Paris, en France.

## Situation et accès
L'avenue du Docteur-Lannelongue, nommée d'après Odilon Lannelongue, est une voie publique située dans le 14e arrondissement de Paris. Elle débute avenue Pierre-Masse et se termine boulevard Romain-Rolland. Elle est située à l'extérieur du boulevard périphérique, en limite de Montrouge.

## Origine du nom

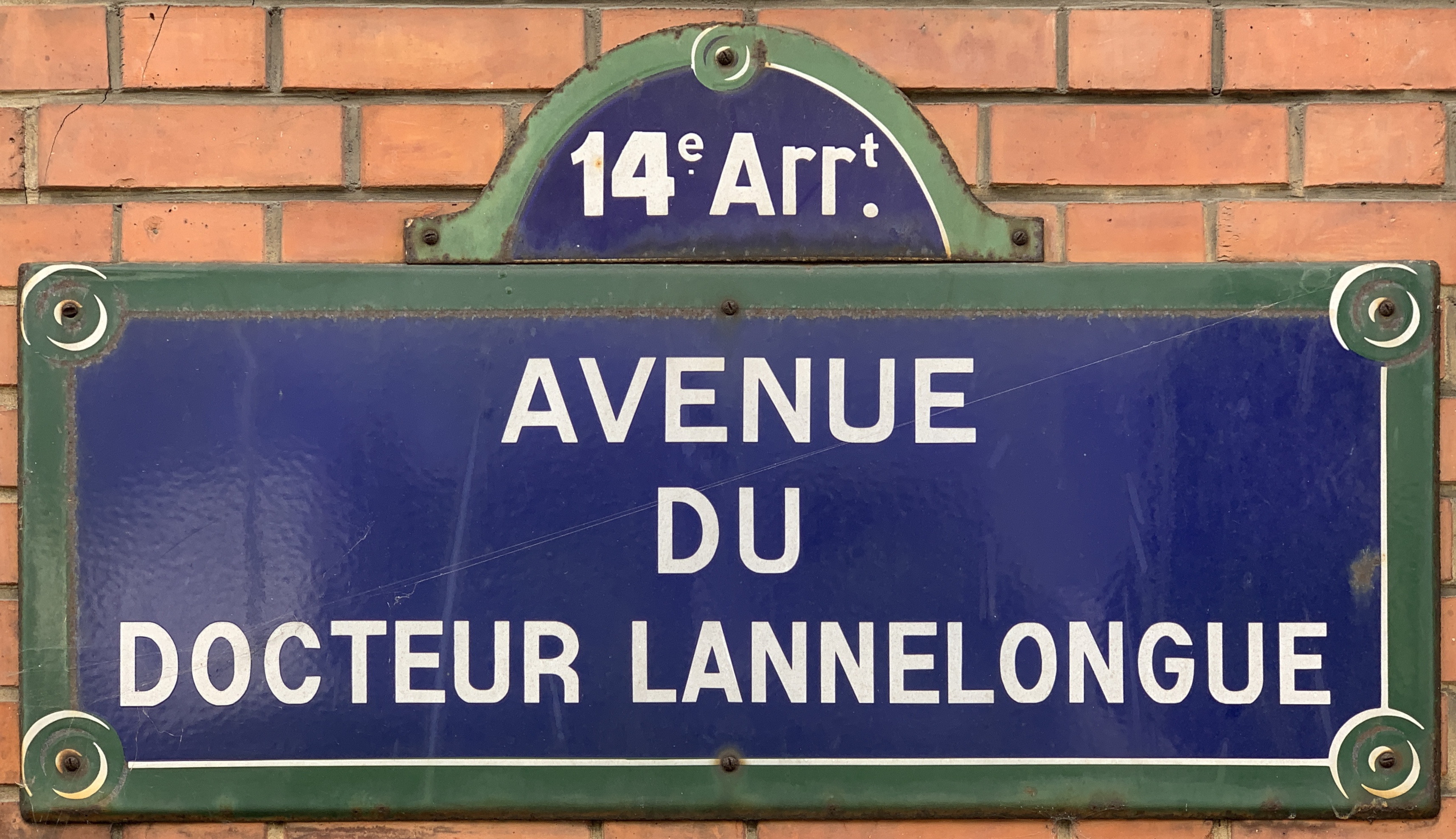
Plaque de l'avenue.

Elle porte le nom d'Odilon Marc Lannelongue (1840-1911), médecin et chirurgien français.

## Historique

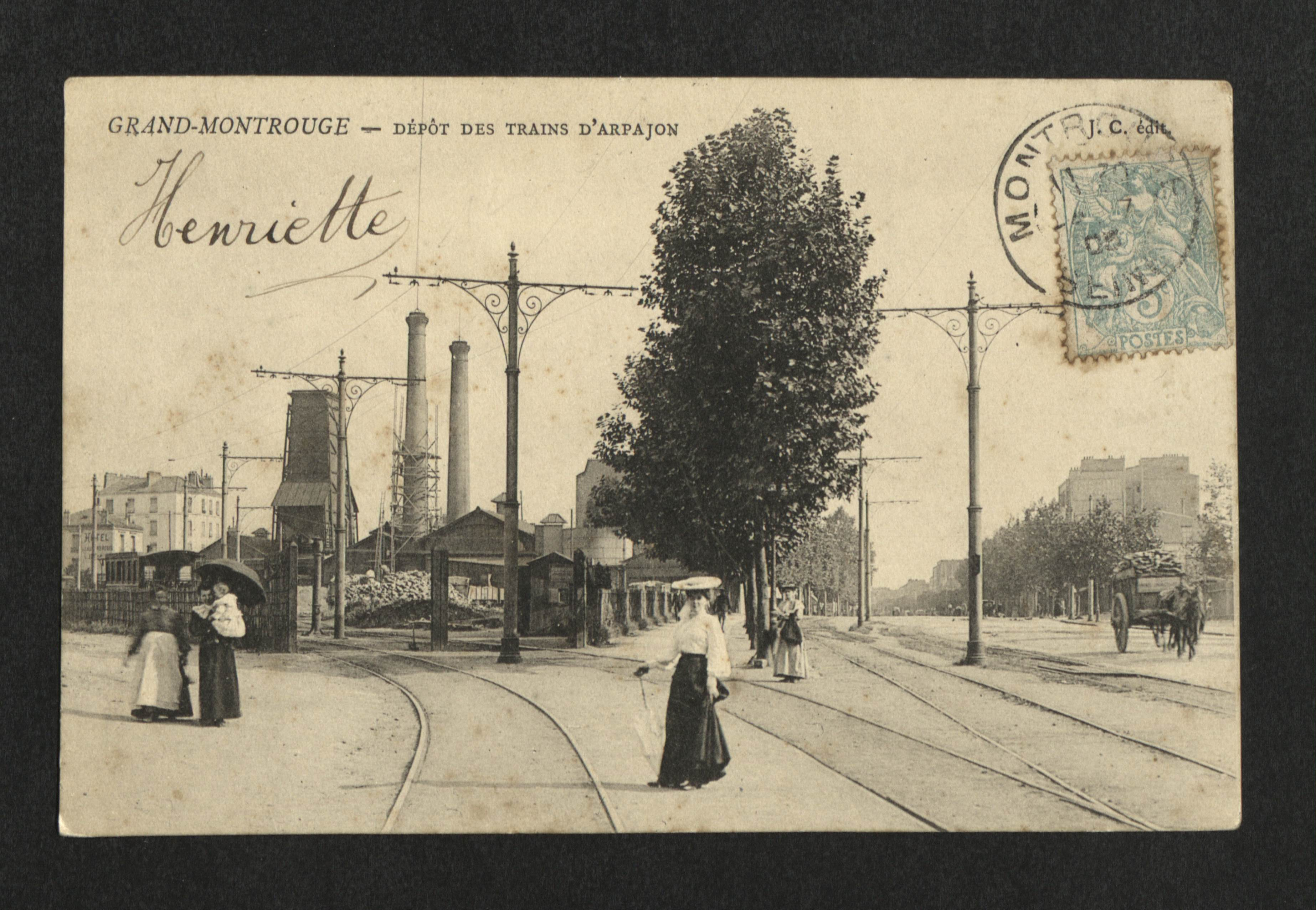
Carte postale - Montrouge - Grand-Montrouge - Dépôt des trains d'Arpajon.

Cette voie est créée et prend sa dénomination actuelle en 1934 sur l'ancien territoire de Montrouge annexé à Paris par décret du 3 avril 1925.
Elle est réaménagée dans les années 1960 lors de la construction du périphérique de Paris.

## Bâtiments remarquables et lieux de mémoire
- Ancien dépôt des trains du chemin de fer Paris - Arpajon.